# Harry „Hap“ Holmes Memorial Award
Der Harry „Hap“ Holmes Memorial Award ist eine Eishockey-Trophäe in der American Hockey League. Sie wird seit 1948 jährlich an den Torwart mit dem geringsten Gegentorschnitt vergeben. Dabei wird vorausgesetzt, dass der Torhüter mindestens 25 Spiele bestritten hat. Vor 1972 musste der Torwart mindestens die Hälfte aller Spiele bestritten haben.
Die Trophäe wurde nach Hap Holmes benannt, der im Zeitraum Gründungsjahre der National Hockey League zu den besten Torhütern Nordamerikas gehörte. Er gewann mit unterschiedlichen Teams, unter anderem Toronto und Seattle, den Stanley Cup.

## Gewinner
| Jahr | Spieler                                          | Team                           |
| ---- | ------------------------------------------------ | ------------------------------ |
| 2025 | Cayden Primeau Connor Hughes                     | Rocket de Laval                |
| 2025 | Brandon Halverson Matt Tomkins                   | Syracuse Crunch                |
| 2024 | Hunter Shepard Clay Stevenson                    | Hershey Bears                  |
| 2023 | Dustin Wolf                                      | Calgary Wranglers              |
| 2022 | Alex Lyon                                        | Chicago Wolves                 |
| 2021 | Pheonix Copley Zachary Fucale                    | Hershey Bears                  |
| 2020 | Troy Grosenick Connor Ingram                     | Milwaukee Admirals             |
| 2019 | Eddie Pasquale                                   | Syracuse Crunch                |
| 2018 | Garret Sparks Calvin Pickard                     | Toronto Marlies                |
| 2017 | Casey DeSmith Tristan Jarry                      | Wilkes-Barre/Scranton Penguins |
| 2016 | Peter Budaj                                      | Ontario Reign                  |
| 2015 | Matt Murray Jeff Zatkoff                         | Wilkes-Barre/Scranton Penguins |
| 2014 | Jeff Drouin-Deslauriers Eric Hartzell            | Wilkes-Barre/Scranton Penguins |
| 2013 | Brad Thiessen Jeff Zatkoff                       | Wilkes-Barre/Scranton Penguins |
| 2012 | Ben Scrivens                                     | Toronto Marlies                |
| 2011 | John Curry Brad Thiessen                         | Wilkes-Barre/Scranton Penguins |
| 2010 | Cédrick Desjardins Curtis Sanford                | Hamilton Bulldogs              |
| 2009 | Cory Schneider Karl Goehring                     | Manitoba Moose                 |
| 2008 | Barry Brust Nolan Schaefer                       | Houston Aeros                  |
| 2007 | Jason LaBarbera                                  | Manchester Monarchs            |
| 2006 | Dany Sabourin                                    | Wilkes-Barre/Scranton Penguins |
| 2005 | Jason LaBarbera Stephen Valiquette               | Hartford Wolf Pack             |
| 2004 | Wade Dubielewicz Dieter Kochan                   | Bridgeport Sound Tigers        |
| 2003 | Marc Lamothe Joey MacDonald                      | Grand Rapids Griffins          |
| 2002 | Martin Prusek Simon Lajeunesse Mathieu Chouinard | Grand Rapids Griffins          |
| 2001 | Mika Noronen Tom Askey                           | Rochester Americans            |
| 2000 | Milan Hnilička Jean-François Labbé               | Hartford Wolf Pack             |
| 1999 | Martin Biron Tom Draper                          | Rochester Americans            |
| 1998 | Jean-Sébastien Giguère Tyler Moss                | Saint John Flames              |
| 1997 | Jean-François Labbé                              | Hershey Bears                  |
| 1996 | Manny Legace Scott Langkow                       | Springfield Falcons            |
| 1995 | Mike Dunham Corey Schwab                         | Albany River Rats              |
| 1994 | Olaf Kölzig Byron Dafoe                          | Portland Pirates               |
| 1993 | Corey Hirsch Boris Rousson                       | Binghamton Rangers             |
| 1992 | David Littman                                    | Rochester Americans            |
| 1991 | David Littman Darcy Wakaluk                      | Rochester Americans            |
| 1990 | Jean-Claude Bergeron André Racicot               | Canadiens de Sherbrooke        |
| 1989 | Randy Exelby François Gravel                     | Canadiens de Sherbrooke        |
| 1988 | Vincent Riendeau Jocelyn Perreault               | Canadiens de Sherbrooke        |
| 1987 | Vincent Riendeau                                 | Canadiens de Sherbrooke        |
| 1986 | Sam St. Laurent Karl Friesen                     | Maine Mariners                 |
| 1985 | Jon Casey                                        | Baltimore Skipjacks            |
| 1984 | Brian Ford                                       | Fredericton Express            |
| 1983 | Brian Ford Clint Malarchuk                       | Fredericton Express            |
| 1982 | Bob Janecyk Warren Skorodenski                   | New Brunswick Hawks            |
| 1981 | Pelle Lindbergh Robbie Moore                     | Maine Mariners                 |
| 1980 | Rick St. Croix Robbie Moore                      | Maine Mariners                 |
| 1979 | Pete Peeters Robbie Moore                        | Maine Mariners                 |
| 1978 | Rob Holland Maurice Barrette                     | Nova Scotia Voyageurs          |
| 1977 | Ed Walsh Dave Elenbaas                           | Nova Scotia Voyageurs          |
| 1976 | Ed Walsh Dave Elenbaas                           | Nova Scotia Voyageurs          |
| 1975 | Ed Walsh Dave Elenbaas                           | Nova Scotia Voyageurs          |
| 1974 | Jim Shaw Dave Elenbaas                           | Nova Scotia Voyageurs          |
| 1973 | Michel Larocque Michel Deguise                   | Nova Scotia Voyageurs          |
| 1972 | Dan Bouchard Ross Brooks                         | Boston Braves                  |
| 1971 | Gary Kurt                                        | Cleveland Barons               |
| 1970 | Gilles Villemure                                 | Buffalo Bisons                 |
| 1969 | Gilles Villemure                                 | Buffalo Bisons                 |
| 1968 | Bobby Perreault                                  | Rochester Americans            |
| 1967 | André Gill                                       | Hershey Bears                  |
| 1966 | Les Binkley                                      | Cleveland Barons               |
| 1965 | Gerry Cheevers                                   | Rochester Americans            |
| 1964 | Roger Crozier                                    | Pittsburgh Hornets             |
| 1963 | Denis DeJordy                                    | Buffalo Bisons                 |
| 1962 | Marcel Paillé                                    | Springfield Indians            |
| 1961 | Marcel Paillé                                    | Springfield Indians            |
| 1960 | Ed Chadwick                                      | Rochester Americans            |
| 1959 | Bobby Perreault                                  | Hershey Bears                  |
| 1958 | Johnny Bower                                     | Cleveland Barons               |
| 1957 | Johnny Bower                                     | Providence Reds                |
| 1956 | Gil Mayer                                        | Pittsburgh Hornets             |
| 1955 | Gil Mayer                                        | Pittsburgh Hornets             |
| 1954 | Gil Mayer                                        | Pittsburgh Hornets             |
| 1953 | Gil Mayer                                        | Pittsburgh Hornets             |
| 1952 | Johnny Bower                                     | Cleveland Barons               |
| 1951 | Gil Mayer                                        | Pittsburgh Hornets             |
| 1950 | Connie Dion                                      | Buffalo Bisons                 |
| 1949 | Baz Bastien                                      | Pittsburgh Hornets             |
| 1948 | Baz Bastien                                      | Pittsburgh Hornets             |